# Chlorek trytylu
Chlorek trytylu – organiczny związek chemiczny z grupy węglowodorów halogenowanych, chlorowa pochodna trifenylometanu, używana czasem do wprowadzania trytylowej grupy ochronnej.

## Otrzymywanie
Chlorek trytylu może być otrzymywany w reakcji trifenylometanolu z chlorkiem acetylu lub w reakcji Friedla-Craftsa pomiędzy benzenem a czterochlorkiem węgla, w której powstaje addukt Ph3CCl·AlCl3, który jest następnie hydrolizowany.

## Reakcje
W reakcji z gorącą wodą chlorek trytylu tworzy odpowiedni alkohol – trifenylometanol, z etanolem tworzy eter etylowy trytylu, a w reakcji z sodem tworzy się sól sodowa:
(C6H5)3CCl + 2Na → (C6H5)3CNa + NaCl
Z chlorku trytylu można także otrzymać trifenylometan. Reakcja ta stała się szczególnie interesująca po odkryciu, że tworzenie się związków Grignarda z bromku trytylu zachodzi według mechanizmu wolnorodnikowego.